# EX Волка
EX Волка (лат. EX Lupi), HD 325367 — одиночная переменная звезда в созвездии Волка на расстоянии приблизительно 514 световых лет (около 158 парсеков) от Солнца. Видимая звёздная величина звезды — от +14,3m до +8,5m. Возраст звезды определён в среднем как около 2 млн лет.

## Характеристики
EX Волка — красная эруптивная орионова переменная звезда (IN) спектрального класса M0:Ve(T). Масса — около 0,6 солнечной, радиус — около 1,33 солнечного, светимость — около 0,397 солнечной. Эффективная температура — около 3970 К.

## Описание
Переменность звезды была открыта в 1944 году сотрудником Гарвардской обсерватории Э. Янссен (E. Janssen) при анализе спектральных пластин. EX Волка относится к так называемым «EXor’ам» — немногочисленной группе активных звёзд типа T Тельца. Подобные звёзды мало изучены и представляют большой интерес для науки, поскольку находятся на промежуточном уровне активности между звёздами типа T Тельца и фуорами.
EX Волка по массе уступает Солнцу, она равна 0,6 M☉. Но по размерам она больше нашего дневного светила в 1,6 раз. На протяжении 1980-х годов звезда не проявляла активности, однако к началу 1990-х ситуация изменилась: видимый блеск EX Волка стал хаотически возрастать и падать. В 2008 году астроном-любитель А. Джоунс (A. Jones) обнаружил необычно резкое (в 100 раз) возрастание яркости звезды. Сравнительный спектральный анализ показал, что снимки до вспышки и после неё существенно отличаются. Причиной столь большого увеличения яркости стало, судя по всему, взаимодействие вспышки на звезде с газопылевым диском.

## Пылевой диск

Схематическое изображение сечения диска.

В 2005 году был открыт пылевой диск, обращающийся вокруг EX Волка. Его внутренний край находится на расстоянии 0,2 а. е. от звезды и простирается в длину до 150 а. е. Масса диска оценивается в 0,025 M☉. Наблюдения с помощью космического телескопа Спитцер показали, что в составе диска присутствуют такие вещества как форстерит, энстатит и диоксид кремния — силикаты, встречающиеся в кометах и метеоритах в Солнечной системе. Астрономы предполагают, что они появились в результате резкого увеличения температуры во время мощных вспышек на EX Волка.